# Sciades dowii
Sciades dowii es una especie de pez de la familia Ariidae en el orden de los Siluriformes.

## Morfología
• Los machos pueden llegar alcanzar los 90 cm de longitud total.

## Alimentación
Come peces  e invertebrados  bentónicos.

## Hábitat
Es un pez demersal y de clima tropical.

## Distribución geográfica
Se encuentran en América: masas de agua dulce y salobre del litoral  pacífico entre Panamá y  Ecuador.

## Uso comercial
Se comercializa fresco y en salazón.